# Giải vô địch bóng đá trong nhà châu Á 2018
Giải vô địch bóng đá trong nhà châu Á 2018 (tiếng Anh: 2018 AFC Futsal Championship) sẽ là giải vô địch bóng đá trong nhà châu Á lần thứ 15, giải vô địch bóng đá trong nhà quốc tế hai năm một lần được tổ chức bởi Liên đoàn bóng đá châu Á (AFC) cho các đội tuyển quốc gia nam của châu Á. Giải sẽ diễn ra tại Đài Loan (được gọi thành Đài Bắc Trung Hoa bởi AFC), đã được AFC bổ nhiệm làm chủ nhà vào ngày 29 tháng 7 năm 2017, từ ngày 1 đến ngày 11 tháng 2 năm 2018. Tổng cộng 16 đội tuyển sẽ tham dự trong giải đấu.
Trên thực tế, đây chính là giải đấu cuối cùng mang tên AFC Futsal Championship (Giải vô địch bóng đá trong nhà châu Á) trước khi đổi tên thành AFC Futsal Asian Cup (Cúp bóng đá trong nhà châu Á) từ năm 2021.

## Vòng loại
Vòng loại đã được diễn ra vào ngày 15 tháng 10 – ngày 12 tháng 11 năm 2017.

### Các đội tuyển vượt qua vòng loại
Dưới đây là 16 đội tuyển vượt qua vòng loại cho giải đấu chung kết.
| Đội tuyển         | Tư cách vòng loại                  | Tham dự | Thành tích tốt nhất lần trước                                                |
| ----------------- | ---------------------------------- | ------- | ---------------------------------------------------------------------------- |
| Đài Bắc Trung Hoa | Chủ nhà                            | 12 lần  | Tứ kết (2003)                                                                |
| Việt Nam          | Nhất bảng A (khu vực Đông Nam Á)   | 5 lần   | Hạng tư (2016)                                                               |
| Myanmar           | Nhì bảng A (khu vực Đông Nam Á)    | 1 lần   | Lần đầu                                                                      |
| Thái Lan          | Nhất bảng B (khu vực Đông Nam Á)   | 15 lần  | Á quân (2008, 2012)                                                          |
| Malaysia          | Nhì bảng B (khu vực Đông Nam Á)    | 12 lần  | Vòng bảng (1999, 2001, 2002, 2003, 2004, 2005, 2006, 2007, 2008, 2014, 2016) |
| Nhật Bản          | Nhất bảng A (khu vực Đông)         | 15 lần  | Vô địch (2006, 2012, 2014)                                                   |
| Hàn Quốc          | Nhất bảng B (khu vực Đông)         | 13 lần  | Á quân (1999)                                                                |
| Trung Quốc        | Thắng vòng play-off (khu vực Đông) | 12 lần  | Hạng tư (2008, 2010)                                                         |
| Uzbekistan        | Nhất bảng A (khu vực Nam và Trung) | 15 lần  | Á quân (2001, 2006, 2010, 2016)                                              |
| Kyrgyzstan        | Nhì bảng A (khu vực Nam và Trung)  | 15 lần  | Bán kết (2005), Hạng tư (2006, 2007)                                         |
| Iran              | Nhất bảng B (khu vực Nam và Trung) | 15 lần  | Vô địch (1999, 2000, 2001, 2002, 2003, 2004, 2005, 2007, 2008, 2010, 2016)   |
| Tajikistan        | Nhì bảng B (khu vực Nam và Trung)  | 10 lần  | Tứ kết (2007)                                                                |
| Bahrain           | Nhất bảng A (khu vực Tây)          | 2 lần   | Vòng bảng (2002)                                                             |
| Iraq              | Nhì bảng A (khu vực Tây)           | 11 lần  | Tứ kết (2002, 2016)                                                          |
| Liban             | Nhất bảng B (khu vực Tây)          | 11 lần  | Tứ kết (2004, 2007, 2008, 2010, 2012, 2014)                                  |
| Jordan            | Nhì bảng B (khu vực Tây)           | 2 lần   | Vòng bảng (2016)                                                             |

## Địa điểm
Giải thi đấu sẽ được diễn ra trong 2 địa điểm ở 2 thành phố.
| Nhà thi đấu Tân Trang                     |
| Sức chứa: 7,125                           |
|                                           |
| Tân BắcĐài Bắc                            |
| Đài Bắc                                   |
| Phòng tập thể dục dụng cụ Đại học Đài Bắc |
| 1,000                                     |
| Không có hình                             |

## Bốc thăm
Lễ bốc thăm chung kết đã tổ chức vào ngày 12 tháng 12 năm 2017, lúc 11:00 TWT (UTC+8), ở Đài Bắc. 16 đội tuyển đã được chia thành bốn bảng 4 đội. Các đội tuyển đã được hạt giống theo thành tích của họ trong giải đấu chung kết giải vô địch bóng đá trong nhà châu Á 2016 và vòng loại, với chủ nhà Trung Hoa Đài Bắc tự động được hạt giống và được gán cho vị trí A1 trong lễ bốc thăm.
| Nhóm 1                                                           | Nhóm 2                                        | Nhóm 3                                           | Nhóm 4                                      |
| ---------------------------------------------------------------- | --------------------------------------------- | ------------------------------------------------ | ------------------------------------------- |
| 1. Đài Bắc Trung Hoa (chủ nhà) 2. Iran 3. Uzbekistan 4. Thái Lan | 1. Việt Nam 2. Nhật Bản 3. Iraq 4. Kyrgyzstan | 1. Trung Quốc 2. Malaysia 3. Liban 4. Tajikistan | 1. Jordan 2. Hàn Quốc 3. Bahrain 4. Myanmar |

## Danh sách cầu thủ
Mỗi đội tuyển phải đăng ký một đội hình gồm 14 cầu thủ, tối thiểu 2 cầu thủ trong số họ phải là thủ môn (Quy định bài 29.4 và 29.5).

## Trọng tài trận đấu
Dưới đây là các trọng tài đã được lựa chọn cho Giải vô địch bóng đá trong nhà châu Á 2018.
Trọng tài
| - Darius Turner - Hussain Ali Al-Bahhar - An Ran - Liu Jianqiao - Lee Po-fu - Mahmoudreza Nasirloo | - Hasan Mousa Al-Gburi - Kozaki Tomohiro - Kim Jong-Hee - Nurdin Bukuev - Mohamad Chami - Helday Idang | - Rey Ritaga - Yuttakon Maiket - Azat Hajypolatov - Fahad Al-Hawasin - Anatoliy Rubakov - Trương Quốc Dũng |

## Vòng bảng
Hai đội tuyển hàng đầu của mỗi bảng giành quyền vào tứ kết.

Các tiêu chí
Các đội tuyển được xếp hạng theo điểm (3 điểm cho 1 trận thắng, 1 điểm cho 1 trận hòa, 0 điểm cho 1 trận thua), và nếu gắn vào điểm, tiêu chuẩn các tiêu chí sau đây được áp dụng, theo thứ tự nhất định, để xác định thứ hạng (Quy định bài 11.5):
1. Points trong các trận đấu đối đầu giữa các đội gắn liền;
2. Hiệu số trong các trận đấu đối đầu giữa các đội gắn liền;
3. Tỷ số trong các trận đấu đối đầu giữa các đội gắn liền;
4. If more than two teams are tied, and after applying all head-to-head criteria above, a subset of teams are still tied, all head-to-head criteria above are reapplied exclusively to this subset of teams;
5. Hiệu số trong tất cả các trận đấu bảng;
6. Tỷ số trong tất cả các trận đấu bảng;
7. Đá luân lưu nếu chỉ có hai đội được chọn và họ gặp nhau ở vòng cuối cùng của bảng;
8. Điểm kỷ luật (thẻ vàng = 1 điểm, thẻ đỏ như kết quả của hai thẻ vàng = 3 điểm, thẻ đỏ trực tiếp = 3 điểm, thẻ vàng tiếp theo theo thẻ đỏ trực tiếp = 4 điểm);
9. Bốc thăm nhiều.

Tất cả thời gian theo giờ địa phương TWT (UTC+8).
| Ngày đấu   | Các ngày             | Các trận đấu |
| ---------- | -------------------- | ------------ |
| Ngày đấu 1 | 1–2 tháng 2 năm 2018 | 1 v 4, 2 v 3 |
| Ngày đấu 2 | 3–4 tháng 2 năm 2018 | 4 v 2, 3 v 1 |
| Ngày đấu 3 | 5–6 tháng 2 năm 2018 | 1 v 2, 3 v 4 |

### Bảng A
| VT | Đội                   | ST | T | H | B | BT | BB | HS | Đ | Giành quyền tham dự     |
| -- | --------------------- | -- | - | - | - | -- | -- | -- | - | ----------------------- |
| 1  | Việt Nam              | 3  | 2 | 0 | 1 | 6  | 4  | +2 | 6 | Vòng đấu loại trực tiếp |
| 2  | Bahrain               | 3  | 1 | 1 | 1 | 6  | 5  | +1 | 4 | Vòng đấu loại trực tiếp |
| 3  | Đài Bắc Trung Hoa (H) | 3  | 1 | 1 | 1 | 8  | 9  | −1 | 4 |                         |
| 4  | Malaysia              | 3  | 1 | 0 | 2 | 7  | 9  | −2 | 3 |                         |

| Việt Nam          | 1–2      | Malaysia        |
| ----------------- | -------- | --------------- |
| - Vũ Đức Tùng 19' | Chi tiết | - Nawi 36', 40' |

| Đài Bắc Trung Hoa                          | 2–2      | Bahrain                      |
| ------------------------------------------ | -------- | ---------------------------- |
| - Huang Tai-hsiang 30' - Lin Chih-hung 36' | Chi tiết | - M. Abdulla 27' - Saleh 39' |

| Bahrain        | 1–2      | Việt Nam                                    |
| -------------- | -------- | ------------------------------------------- |
| - Al-Sandi 28' | Chi tiết | - Nguyễn Đắc Huy 18' - Phùng Trọng Luân 18' |

| Malaysia                                                            | 4–5      | Đài Bắc Trung Hoa                                                  |
| ------------------------------------------------------------------- | -------- | ------------------------------------------------------------------ |
| - Ismail 27' - Nawi 33' - Huang Tai-hsiang 35' (l.n.) - Effendy 38' | Chi tiết | - Lai Ming-hui 8', 32' - Lin Chih-hung 13', 39' - Chi Sheng-fa 21' |

| Đài Bắc Trung Hoa   | 1–3      | Việt Nam                                                  |
| ------------------- | -------- | --------------------------------------------------------- |
| - Huang Po-chun 19' | Chi tiết | - Vũ Đức Tùng 29' - Phạm Đức Hòa 30' - Nguyễn Đắc Huy 39' |

| Malaysia    | 1–3      | Bahrain                           |
| ----------- | -------- | --------------------------------- |
| - Aizad 33' | Chi tiết | - Abdulnabi 3', 7' - Al-Sandi 40' |

### Bảng B
| VT | Đội        | ST | T | H | B | BT | BB | HS  | Đ | Giành quyền tham dự     |
| -- | ---------- | -- | - | - | - | -- | -- | --- | - | ----------------------- |
| 1  | Nhật Bản   | 3  | 3 | 0 | 0 | 13 | 6  | +7  | 9 | Vòng đấu loại trực tiếp |
| 2  | Uzbekistan | 3  | 2 | 0 | 1 | 19 | 8  | +11 | 6 | Vòng đấu loại trực tiếp |
| 3  | Tajikistan | 3  | 1 | 0 | 2 | 11 | 8  | +3  | 3 |                         |
| 4  | Hàn Quốc   | 3  | 0 | 0 | 3 | 4  | 25 | −21 | 0 |                         |

| Uzbekistan | 13–2     | Hàn Quốc                    |
| --- | -------- | --------------------------- |
| - Yunusov 3' - Choriev 7', 8', 13' - Abdumavlyanov 11' - Ropiev 16' - Nishonov 22' - Shavkatov 22' - Hamoroev 26' - D. Rakhmatov 31' - A. Rakhmatov 37' - Adilov 40', 40' | Chi tiết | - Jang Yeong-Cheol 25', 38' |

| Nhật Bản                                           | 4–2      | Tajikistan                       |
| -------------------------------------------------- | -------- | -------------------------------- |
| - Shimizu 1' - Nibuya 9' - Hoshi 11' - Morioka 37' | Chi tiết | - Sardorov 6' - Alimakhmadov 13' |

| Tajikistan                 | 2–4      | Uzbekistan                                        |
| -------------------------- | -------- | ------------------------------------------------- |
| - Kuziev 18' - Salomov 39' | Chi tiết | - D. Rakhmatov 9' - Choriev 12', 37' - Adilov 26' |

| Hàn Quốc                                | 2–5      | Nhật Bản                                  |
| --------------------------------------- | -------- | ----------------------------------------- |
| - Park Young-Jae 14' - Chun Jin-Woo 29' | Chi tiết | - Morioka 11', 29', 30', 39' - Takita 37' |

| Uzbekistan                       | 2–4      | Nhật Bản                                       |
| -------------------------------- | -------- | ---------------------------------------------- |
| - Abdumavlyanov 3' - Yunusov 26' | Chi tiết | - Morioka 21' - Hoshi 24', 35' - Nishitani 38' |

| Tajikistan                                                                                             | 7–0      | Hàn Quốc |
| --- | -------- | -------- |
| - Halimov 11' - Khojaev 12' - Salomov 20' - R. Sharipov 23' - Hamidov 25' - Vositzoda 27' - Kuziev 39' | Chi tiết |          |

### Bảng C
| VT | Đội        | ST | T | H | B | BT | BB | HS  | Đ | Giành quyền tham dự     |
| -- | ---------- | -- | - | - | - | -- | -- | --- | - | ----------------------- |
| 1  | Iran       | 3  | 3 | 0 | 0 | 30 | 4  | +26 | 9 | Vòng đấu loại trực tiếp |
| 2  | Iraq       | 3  | 2 | 0 | 1 | 10 | 9  | +1  | 6 | Vòng đấu loại trực tiếp |
| 3  | Trung Quốc | 3  | 1 | 0 | 2 | 8  | 18 | −10 | 3 |                         |
| 4  | Myanmar    | 3  | 0 | 0 | 3 | 5  | 22 | −17 | 0 |                         |

| Iraq                                                | 4–2      | Trung Quốc                      |
| --------------------------------------------------- | -------- | ------------------------------- |
| - Jabar 23', 28' - Dakheel 39' (ph.đ.) - Hameed 40' | Chi tiết | - Gu Haitao 6' - Zhao Liang 11' |

| Iran | 14–0     | Myanmar |
| --- | -------- | ------- |
| - Javid 1', 8', 22', 31' - Hassanzadeh 1', 4', 8', 39' - Tayyebi 6', 8', 15' - Alighadr 7' - Abbasi 35' - Oladghobad 37' | Chi tiết |         |

| Myanmar                        | 2–3      | Iraq                                  |
| ------------------------------ | -------- | ------------------------------------- |
| - Zaw Lin 18' - Phyo Maung 36' | Chi tiết | - Khalid 15' (ph.đ.), 36' - Jabar 22' |

| Trung Quốc    | 1–11     | Iran |
| ------------- | -------- | --- |
| - Xu Yang 20' | Chi tiết | - Tayyebi 3', 14', 37' - Tavakoli 10', 27' - Javid 10', 14' - Shajari 14' - Hassanzadeh 21', 24' - Esmaeilpour 24' |

| Iran | 5–3      | Iraq |
| ---- | -------- | ---- |
|      | Chi tiết |      |

| Trung Quốc | 5–3      | Myanmar |
| ---------- | -------- | ------- |
|            | Chi tiết |         |

### Bảng D
| VT | Đội        | ST | T | H | B | BT | BB | HS | Đ | Giành quyền tham dự     |
| -- | ---------- | -- | - | - | - | -- | -- | -- | - | ----------------------- |
| 1  | Liban      | 3  | 2 | 1 | 0 | 9  | 5  | +4 | 7 | Vòng đấu loại trực tiếp |
| 2  | Thái Lan   | 3  | 2 | 0 | 1 | 15 | 7  | +8 | 6 | Vòng đấu loại trực tiếp |
| 3  | Kyrgyzstan | 3  | 1 | 1 | 1 | 6  | 11 | −5 | 4 |                         |
| 4  | Jordan     | 3  | 0 | 0 | 3 | 3  | 10 | −7 | 0 |                         |

| Kyrgyzstan                   | 2–2      | Liban              |
| ---------------------------- | -------- | ------------------ |
| - Alimov 16' - Imanbekov 34' | Chi tiết | - El-Dine 21', 28' |

| Thái Lan                                                           | 5–1      | Jordan            |
| ------------------------------------------------------------------ | -------- | ----------------- |
| - Apiwat 6', 18' - Jirawat 9' (ph.đ.) - Jetsada 32' - Kritsada 35' | Chi tiết | - Abu Shaikha 20' |

| Jordan       | 1–3      | Kyrgyzstan                                |
| ------------ | -------- | ----------------------------------------- |
| - Shabib 27' | Chi tiết | - Alimov 8' - M. Uulu 11' - Imanbekov 34' |

| Liban                                                                | 5–2      | Thái Lan                         |
| -------------------------------------------------------------------- | -------- | -------------------------------- |
| - Kobeissy 3' - El-Dine 5' - Tneich 22' - Zeitoun 25' - El-Homsi 39' | Chi tiết | - Zeid 27' (l.n.) - Suphawut 29' |

| Thái Lan | 8–1      | Kyrgyzstan |
| -------- | -------- | ---------- |
|          | Chi tiết |            |

| Liban | 2–1      | Jordan |
| ----- | -------- | ------ |
|       | Chi tiết |        |

## Vòng đấu loại trực tiếp
Trong vòng đấu loại trực tiếp, hiệp phụ và loạt sút phạt đền được sử dụng để quyết định đội thắng nếu cần thiết, ngoại trừ trận tranh hạng ba nơi loạt sút phạt đền (không có hiệp phụ) được sử dụng để quyết định đội thắng nếu cần thiết.

### Sơ đồ
|  | Tứ kết              | Tứ kết              |                      |       | Bán kết       | Bán kết       |  |  | Chung kết | Chung kết |
|  |                     |                     |                      |       |               |               |  |  |           |           |
|  | 8 tháng 2 – Đài Bắc |                     |                      |       |               |               |  |  |           |           |
|  |                     |                     |                      |       |               |               |  |  |           |           |
|  | Liban               | 2 (8)               |                      |       |               |               |  |  |           |           |
|  | Liban               | 2 (8)               | 9 tháng 2 – Tân Bắc  |       |               |               |  |  |           |           |
|  | Iraq (p)            | 2 (9)               |                      |       |               |               |  |  |           |           |
|  | Iraq (p)            | 2 (9)               | Iraq                 | 0     |               |               |  |  |           |           |
|  | 8 tháng 2 – Đài Bắc |                     | Iraq                 | 0     |               |               |  |  |           |           |
|  |                     | Nhật Bản            | 3                    |       |               |               |  |  |           |           |
|  | Nhật Bản            | Nhật Bản            | 3                    | 2     |               |               |  |  |           |           |
|  | Nhật Bản            |                     | 11 tháng 2 – Tân Bắc | 2     |               |               |  |  |           |           |
|  | Bahrain             | 0                   |                      |       |               |               |  |  |           |           |
|  | Bahrain             | 0                   | Nhật Bản             | 0     |               |               |  |  |           |           |
|  | 8 tháng 2 – Tân Bắc |                     | Nhật Bản             | 0     |               |               |  |  |           |           |
|  |                     | Iran                | 4                    |       |               |               |  |  |           |           |
|  | Iran                | Iran                | 4                    | 9     |               |               |  |  |           |           |
|  | Iran                | 9 tháng 2 – Tân Bắc |                      | 9     |               |               |  |  |           |           |
|  | Thái Lan            | 1                   |                      |       |               |               |  |  |           |           |
|  | Thái Lan            | 1                   | Iran                 | 7     |               |               |  |  |           |           |
|  | 8 tháng 2 – Tân Bắc |                     | Iran                 | 7     |               |               |  |  |           |           |
|  |                     | Uzbekistan          | 1                    |       | Tranh hạng ba | Tranh hạng ba |  |  |           |           |
|  | Việt Nam            | Uzbekistan          | 1                    | 1     | Tranh hạng ba | Tranh hạng ba |  |  |           |           |
|  | Việt Nam            |                     | 11 tháng 2 – Tân Bắc | 1     |               |               |  |  |           |           |
|  | Uzbekistan          | 3                   |                      |       |               |               |  |  |           |           |
|  | Uzbekistan          | 3                   | Iraq                 | 4 (1) |               |               |  |  |           |           |
|  |                     |                     |                      |       |               |               |  |  |           |           |
|  | Uzbekistan (p)      | 4 (2)               |                      |       |               |               |  |  |           |           |
|  | Uzbekistan (p)      | 4 (2)               |                      |       |               |               |  |  |           |           |

### Tứ kết
| Liban                                                                                               | 2–2 (s.h.p.) | Iraq                                                                                               |
| --------------------------------------------------------------------------------------------------- | ------------ | -------------------------------------------------------------------------------------------------- |
| - Koussan 11' - Tneich 22'                                                                          | Chi tiết     | - Faisal 7', 26'                                                                                   |
| Loạt sút luân lưu                                                                                   |              | |
| - El-Dine - K. Zeid - Tneich - Zeitoun - El-Homsi - Kobeissy - Hamadani - Hammoud - M. Zeid - Rhyem | 8–9          | - Khalid - Abdeen - Dakheel - Bachay - Ali - Zaher Mahdi - Riyadh - Al-Zubiaidi - Mohammed - Zeyad |

| Iran                                                                                        | 9–1      | Thái Lan      |
| ------------------------------------------------------------------------------------------- | -------- | ------------- |
| - Esmaeilpour 1', 4' - Hassanzadeh 4' - Tayyebi 6', 17', 36' - Javid 22' - Shajari 25', 36' | Chi tiết | - Jirawat 22' |

| Nhật Bản                 | 2–0      | Bahrain |
| ------------------------ | -------- | ------- |
| - Saito 7' - Shimizu 28' | Chi tiết |         |

| Việt Nam               | 1–3      | Uzbekistan                              |
| ---------------------- | -------- | --------------------------------------- |
| - Phùng Trọng Luân 28' | Chi tiết | - Adilov 8' - Choriev 28' - Hamroev 39' |

### Bán kết
| Iraq | 0–3      | Nhật Bản                                 |
| ---- | -------- | ---------------------------------------- |
|      | Chi tiết | - Morioka 1' - Nishitani 6' - Murota 19' |

| Iran                                                          | 7–1      | Uzbekistan         |
| ------------------------------------------------------------- | -------- | ------------------ |
| - Javid 2', 15', 16' - Hassanzadeh 3', 30' - Tayyebi 10', 34' | Chi tiết | - A. Rakhmatov 39' |

### Tranh hạng ba
| Iraq                                              | 4–4      | Uzbekistan                                    |
| ------------------------------------------------- | -------- | --------------------------------------------- |
| - Ali 14' - Khalid 20' - Faisal 22' - Dakheel 34' | Chi tiết | - Choriev 2' - Yunusov 25', 39' - Hamroev 27' |
| Loạt sút luân lưu                                 |          |                                               |
| - Khalid - Dakheel - Abdeen                       | 1–2      | - Abdurahmanov - Nishonov - Sviridov          |

### Chung kết
| Nhật Bản | 0–4      | Iran                                                |
| -------- | -------- | --------------------------------------------------- |
|          | Chi tiết | - Hassanzadeh 19', 28' - Tavakoli 21' - Tayyebi 39' |

## Vô địch
| Giải vô địch bóng đá trong nhà châu Á 2018 |
| ------------------------------------------ |
| Iran Lần thứ 12                            |

## Giải thưởng
Dưới đây là các giải thưởng đã được trao tại kết thúc giải đấu:
| Vua phá lưới    | Cầu thủ xuất sắc nhất  | Đội đoạt giải phong cách |
| --------------- | ---------------------- | ------------------------ |
| Hossein Tayyebi | Ali Asghar Hassanzadeh | Iraq                     |

## Cầu thủ ghi bàn
14 bàn
- Hossein Tayyebi

12 bàn
- Ali Asghar Hassanzadeh

10 bàn
- Mahdi Javid

7 bàn
- Morioka Kaoru
- Davron Choriev

4 bàn
- Farhad Tavakoli
- Waleed Khalid
- Apiwat Chaemcharoen
- Suphawut Thueanklang
- Mashrab Adilov
- Artur Yunusov

3 bàn
- Lin Chih-hung
- Ahmad Esmaeilpour
- Mohammad Shajari
- Salim Faisal
- Hassan Ali Jabar
- Hoshi Shota
- Ahmad Kheir El-Dine
- Ali Tneich
- Awalluddin Nawi
- Pyae Phyo Maung
- Jetsada Chudech
- Ilhomjon Hamroev

2 bàn
- Ahmed Abdulnabi
- Mohamed Al-Sandi
- Gu Haitao
- Zhang Yameng
- Xu Yang
- Lai Ming-hui
- Moslem Oladghobad
- Hasan Dakheel
- Firas Mohammed
- Nishitani Ryosuke
- Shimizu Kazuya
- Maksat Alimov
- Adilet Imanbekov
- Ali El-Homsi
- Jang Yeong-Cheol
- Umed Kuziev
- Dilshod Salomov
- Jirawat Sornwichian
- Farkhod Abdumavlyanov
- Anaskhon Rakhmatov
- Dilshod Rakhmatov
- Nguyễn Đắc Huy
- Phùng Trọng Luân
- [Vũ Đức Tùng

1 bàn
- Mohamed Abdulla
- Ali Saleh
- Zhao Liang
- Shen Siming
- Huang Po-chun
- Chi Sheng-fa
- Huang Tai-hsiang
- Saeed Ahmad Abbasi
- Mehran Alighadr
- Zaid Ali
- Rafid Hameed
- Murota Yuki
- Nibuya Kazuhiro
- Saito Koichi
- Takita Manabu
- Qais Shabib
- Abdel Samara
- Musa Abu Shaikha
- Iuldashbai Salimbaev
- Manas Abdrasul Uulu
- Mohamad Kobeissy
- Kassem Koussan
- Hassan Zeitoun
- Aizad Daniel
- Khairul Effendy
- Azwann Ismail
- Khin Zaw Lin
- Nyein Min Soe
- Chun Jin-Woo
- Park Young-Jae
- Shavqat Halimov
- Rustam Hamidov
- Bahodur Khojaev
- Nekruz Alimakhmadov
- Fayzali Sardorov
- Rahmonali Sharipov
- Iqboli Vositzoda
- Nattawut Madyalan
- Kritsada Wongkaeo
- Khusniddin Nishonov
- Ikhtiyor Ropiev
- Dilmurod Shavkatov
- Phạm Đức Hòa

1 bàn phản lưới nhà
- Huang Tai-hsiang (trong trận gặp Malaysia)
- Mohammad Abou Zeid (trong trận gặp Thái Lan)

## Bảng xếp hạng chung cuộc
| Hạng | Đội tuyển         |
| ---- | ----------------- |
| 1    | Iran              |
| 2    | Nhật Bản          |
| 3    | Uzbekistan        |
| 4    | Iraq              |
| 5    | Liban             |
| 6    | Thái Lan          |
| 7    | Việt Nam          |
| 8    | Bahrain           |
| 9    | Đài Bắc Trung Hoa |
| 10   | Kyrgyzstan        |
| 11   | Tajikistan        |
| 12   | Malaysia          |
| 13   | Trung Quốc        |
| 14   | Jordan            |
| 15   | Myanmar           |
| 16   | Hàn Quốc          |